# Aliança de la Democràcia Socialista
L'Aliança de la Democràcia Socialista fou una organització clandestina anarquista que va néixer a Barcelona el 1870 a imatge i semblança de l'Aliança Internacional de la Democràcia Socialista fundada per Mikhaïl Bakunin a Ginebra dos anys abans, el 1868. L'impulsor era Rafael Farga i Pellicer, qui formava part de l'entitat europea. La seva doctrina es basava en el rebuig als estats europeus d'aquells temps i propugnava una nova societat basada en les associacions lliures dels treballadors, la propietat col·lectiva en comptes de la individual, i els valors d'igualtat i justícia.
Va tenir un rol fonamental en l'agrupament i la formació dels primers internacionalistes espanyols. Poc després, en el moment de l'escissió de la Primera Internacional el 1872 entre els marxistes i els bakuninistes, l'Aliança de la Democràcia Socialista tingué un rol important tant en el si de la Internacional en crisi com en el manteniment de la Federació Regional Espanyola en mans anarquistes.